# Cunaco (comuna)
Cunaco fue una de las comunas que integró el antiguo departamento de San Fernando, siendo conformada por una subdelegación homónima.
Fue creada por decreto supremo del presidente Federico Errázuriz Zañartu, el 25 de abril de 1901, y fue suprimida por Carlos Ibáñez del Campo en 1928.

## Historia
La comuna de Cunaco fue creada por decreto supremo del presidente Federico Errázuriz el 25 de abril de 1901, tomando como base la subdelegación de igual nombre, que había sido conformada el 14 de agosto de 1867 y que, desde 1891, pertenecía administrativamente a la comuna de Nancagua.
El decreto de Errázuriz estipula:

Comuna de Cunaco.- Se crea. Santiago, 25 de Abril de 1901. Vista la solicitud de los vecinos de la décima subdelegacion del departamento de San Fernando, en la que solicitan se cree una nueva comuna con dicha subdelelegacion, i teniendo presente lo informado por el Intendente de Colchagua i que la nueva comuna contaria con la poblacion i renta suficiente para atender a los servicios municipales, i oido el Consejo de Estado, Decreto: Créase una nueva comuna denominada «Cunaco», cuyo territorio comprenderá la subdelegacion décima del departamento de San Fernando, con los límites que le asigna el decreto de 14 de Agosto de 1867, i la cabecera de la mencionada comuna será la poblacion del mencionado nombre. Tómese razon, comuníquese i publíquese. ERRÁZURIZ. J. D. Amunátegui Rivera

El Decreto con Fuerza de Ley N.º 8.583 del 30 de diciembre de 1927 redistribuye el territorio de Colchagua. La comuna de Cunaco se suprime y su territorio se divide entre las comunas de Nancagua, en el departamento de San Fernando, y Palmilla y Santa Cruz, en el departamento de Santa Cruz.